# Urocystis sichuanensis
Urocystis sichuanensis är en svampart som beskrevs av L. Guo 2003. Urocystis sichuanensis ingår i släktet Urocystis och familjen Urocystidaceae.   Inga underarter finns listade i Catalogue of Life.